# Fahrplanverfahren
Fahrplanverfahren bezeichnet ein in der Schweiz gebräuchliches Verfahren zur Beteiligung der Öffentlichkeit an der Entwicklung des Angebots im öffentlichen Personenverkehr.
Grundlage des Verfahrens ist eine Bestimmung in Art. 7 der Fahrplanverordnung (FPV), die Erstellung, Veröffentlichung der Fahrpläne und Betriebspflicht regelt. Sie gilt für den regionalen öffentlichen Verkehr auf Strasse, Schiene, die regelmässigen Verkehre der Personenschifffahrt sowie die dem öffentlichen Verkehr dienenden Seilbahnen. Nicht erfasst sind rein innerörtliche Linien, diese werden jedoch auf freiwilliger Basis eingebunden.
Die Anhörung der Öffentlichkeit ist somit verpflichtend. Ausgestaltet und durchgeführt wird sie aber durch die für den öffentlichen Verkehr zuständigen Dienststellen der Kantone. In der Regel beginnt es mit der öffentlichen Auslegung der Fahrplanentwürfe in Behörden sowie seit 2004 im Internet. Anschliessend besteht für etwa vier Wochen die Möglichkeit, Kommentare und Änderungswünsche bei den kantonalen Behörden einzureichen. Diese prüfen dann die Vorschläge und entscheiden mit den betroffenen Verkehrsunternehmen über die Umsetzung.
Eine weitere Beteiligung oder ein Widerspruchsrecht der Einwender ist auch aus Zeitgründen dann nicht mehr vorgesehen. Das Verfahren wird alle zwei Jahre in dieser Weise durchgeführt. In den Jahren dazwischen, soweit nur kleinere Änderungen durchgeführt werden, in reduzierter Form überwiegend ohne Beteiligung der Öffentlichkeit.
Die Auslegung findet in den meisten Kantonen im Frühjahr für die im Dezember beginnende Fahrplanperiode statt. Zu diesem Zeitpunkt sind die Fahrpläne schon im Detail ausgearbeitet, so dass nur noch kleine Änderungen möglich sind. Einige Kantone (z. B. Kanton Bern) sind daher dazu übergegangen, weitere Beteiligungsmöglichkeiten in früheren Planungsphasen zu schaffen, um auch grössere Änderungen rechtzeitig behandeln zu können.